# На самом деле (ток-шоу)
«На самом деле» — ток-шоу «Первого канала», ведущими которого были Дмитрий Шепелев (с 24 июля 2017 по 5 марта 2020 года) и Тимур Еремеев (с 10 марта 2020 по 13 августа 2022 года). Шоу посвящено проблемам в семейных отношениях, но отдельные выпуски могли быть посвящены актуальным политическим событиям или же событиям в истории России недавнего прошлого. Девиз телепередачи — «Это студия, где невозможно солгать», по аналогии с прошлым слоганом другого ток-шоу «Первого канала» «Пусть говорят» — «В этой студии невозможно молчать».

## О телепроекте

### Формат
Участниками телепередачи являются семейные пары, имеющие конфликт между собой. Гости подключены к детектору лжи. В студии, помимо ведущего, присутствуют эксперты: профайлер — специалист, способный «прочитать» обман человека по его мимике и жестам, а также полиграфолог и приглашенный эксперт. В ходе каждого выпуска его герои задают друг другу вопросы, чтобы по крупицам выяснить или восстановить отношения между собой. Перед началом беседы ведущий фиксирует данные пульса. Эти цифры демонстрируются в течение всего времени, что помогает определить градус обсуждения. Эксперты — Сабина Пантус и Роман Устюжанин — помогают определить, правду ли говорит человек, отвечая на очередной вопрос. Также для эскалации конфликта в зрительном зале присутствуют ещё несколько участников непростой ситуации. В конце концов обе стороны должны прийти либо к мирному соглашению, либо остаться порознь.

### Трансляция
Длительное время ток-шоу выходило с понедельника по четверг в 18:40.
В феврале 2020 года ведущий телепрограммы Дмитрий Шепелев объявил об уходе с «Первого канала». На смену ему рассматривались кандидатуры Дмитрия Иващенко и Александра Смола. С 10 марта 2020 по 13 августа 2022 года телепрограмму вёл актёр Тимур Еремеев, который ранее недолгое время вёл телепередачу «Семейные тайны» от той же команды.
С 19 марта 2020 года, в связи с решением руководства «Первого канала», вызванным пандемией коронавируса, телепрограмма выходила без участия зрителей в студии. С 30 марта по 11 мая 2020 года трансляция телепередачи была временно приостановлена. Вместо неё 30 марта, а также с 7 по 9, с 14 по 30 апреля и 11 мая транслировались расширенные выпуски ток-шоу «Пусть говорят», преимущественно посвящённые коронавирусу и деятелям культуры, страдающим от этой инфекции. С 31 марта по 6 апреля «На самом деле» заменяли повторы телепрограммы «Док-Ток» по той же теме, а 13 апреля — ток-шоу о жизни в период самоизоляции «У нас все дома». Его, как и приостановленную телепрограмму «На самом деле», вёл Тимур Еремеев. Эксперты «На самом деле» Сабина Пантус и Роман Устюжанин также присутствовали в новой передаче, в качестве соведущих. Изначально новый телепроект должен был занять место «На самом деле» в эфирной сетке, но после премьеры первого выпуска запланированные ежевечерние эфиры ток-шоу были отменены, и оставшиеся выпуски были показаны 26 апреля, 4 и 5 мая в дневное время.
С конца февраля по середину мая и с середины августа 2022 года телепередача не транслировалась ввиду происходящих событий на территории Украины и перевёрстывания сетки «Первого канала» под политическое вещание. Съёмки были возобновлены в апреле. С 21 мая по 13 августа 2022 года периодичность выхода телепрограммы была изменена: ток-шоу выходило в эфир по субботам в прайм-тайм в одном блоке с «Пусть говорят». После этого ток-шоу было окончательно закрыто.
Спустя год после закрытия программы, ведущий Тимур Еремеев ушёл на конкурирующий с «Первым» телеканал «НТВ», где стал вести ток-шоу «Звёзды сошлись», а с 2024 года — ток-шоу «За гранью».

## Отзывы

### Мнения участников
Участники телепередачи неоднократно утверждали, что она имеет постановочный характер, и обвиняли создателей телепроекта в некорректном поведении. Так, певец Данко заявил, что в обмен на появление в шоу редакторы обещали ему организовать сбор средств для больной дочери, а после съёмок отказались выполнять договорённости. Актёр Иван Краско и бывшая жена поп-исполнителя Пьера Нарцисса подтвердили, что героям выплачиваются денежные гонорары. По утверждению Маши Распутиной, её заманили на тестирование, пригласив участвовать в другой телепередаче, а записанное видео выпустили в эфир без согласия артистки. Певица Азиза назвала телепроект «профанацией», в которой ведущий и эксперты «играют свои роли», а музыкант Игорь Тальков-младший обвинил организаторов «На самом деле» в обмане. По словам ряда участников шоу, оно проходит по заранее написанному сценарию, под который подгоняются результаты тестирования, комментарии экспертов и реплики героев.

### Критика
Интернет-издание «Lenta.ru» в подробном обзоре нескольких выпусков сравнило «На самом деле» с телепрограммами «Дом-2», «Давай поженимся», «Необъяснимо, но факт» и «Пусть говорят»:
Это вариация «Пусть говорят», где в дорогих деловых костюмах, с серьёзным лицами, вроде бы выражающими сочувствие, с аппетитом голодной дворовой собаки обсасывают подробности личной жизни знаменитостей и простых смертных.
Параллели с «Пусть говорят» провела и телекритик «Новой газеты» Слава Тарощина, отметив, что ведущие обоих телепроектов Дмитрий Борисов и Дмитрий Шепелев ранее отличались от коллег «интеллигентностью облика и корректностью интонации», не характерными для таблоидных форматов:
Копошатся в исподнем, лезут в постель, в печёнку и селезёнку, исследуют ДНК, разоблачают всё сущее и видимое. <…> От того, что интеллигентность облика и корректность интонаций сохранилась в их новом амплуа, ощущение мерзости происходящего значительно превышает все известные образцы. <…> Никогда ещё процесс унижения и развращения людей санкционированной вседозволенностью, хоть пропагандистской, хоть нравственной, не был столь наглядным.
Аналогичное мнение высказал обозреватель «Московского комсомольца» Александр Мельман, который охарактеризовал Шепелева как «умного, психологически тонкого, с хорошей реакцией, <…> в чём-то циничного, но всё же переживающего человека, пытающегося докопаться до сути», однако подчеркнул, что смотреть выпуски на политические темы «невыносимо», так как это сделано «очень непрофессионально» и «слишком похоже на другие пропагандистские заказухи».
Павел Садков из «Комсомольской правды» сравнил происходящее на шоу с пытками инквизиции и петушиными боями, отметив, что после просмотра «хотелось помыть руки и подышать свежим воздухом». Его коллега Артём Гусятинский дал телепрограмме более оптимистичную оценку, предположив, что телепроект может достичь успеха, если «ведущий нащупает баланс между тотальным контролем и студийной анархией».
Ольга Сабурова в газете «Собеседник» указала на то, что вопреки рекламе, «На самом деле» не является «революционным» телепроектом, а зеркально повторяет формат телепрограммы «Детектор лжи», выходившей на том же телеканале в 2010—2012 годах. Кроме того, по мнению автора, Шепелев использовал скандал, связанный со смертью своей фактической супруги Жанны Фриске и исчезновением средств, собранных на её лечение, для «раскрутки» нового шоу.
Ирина Петровская неоднократно критиковала телепрограмму в своих рецензиях и дала ей следующую характеристику:
… всё это весьма дурно пахнет, но и к запаху, и к вкусу многих телепродуктов публика давно привыкла, разве что поражаясь время от времени пределам (или отсутствию таковых) человеческой низости и желанию иных «селебритис» любой ценой быть на виду, а также редкому умению телевизионщиков раз за разом пробивать дно.
Искусствовед Людмила Семёнова, разбирая отдельные выпуски шоу, назвала происходящее в студии «пародийным трэшем» и «дешёвым сюрреалистическим спектаклем». После замены ведущего она отметила, что «Шепелев, по-видимому, был самой интересной и органичной частью этого псевдопсихологического балагана: с приходом Тимура Еремеева о телепрограмме просто забыли».

## Рейтинги
Рейтинг премьерного выпуска среди зрителей всей страны составил 3,1 %, а доля — 13,1 %. В дальнейшем шоу удалось увеличить рейтинг до 5,0 %, а долю — до 16,8 %.